# Joker (Comicfigur)

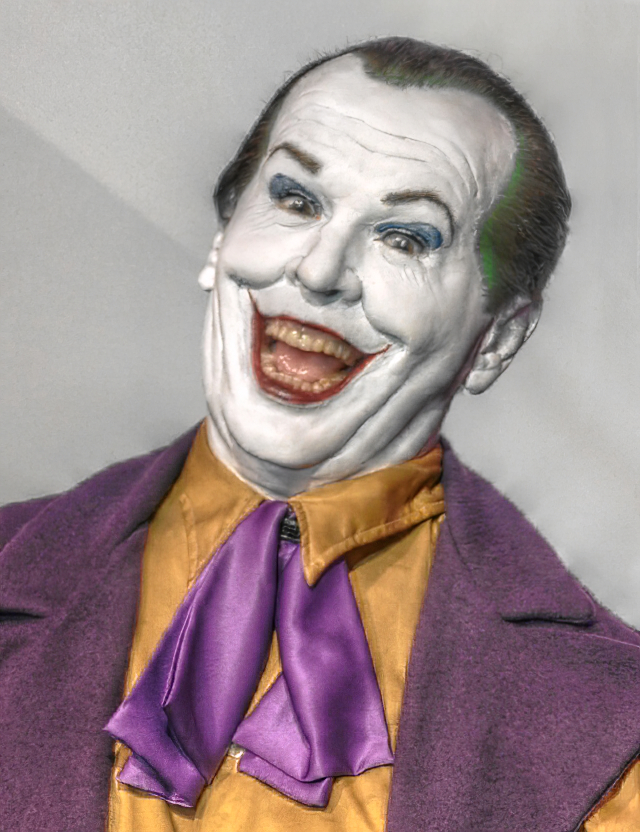
Wachsfigur des Joker in Anlehnung an die Darstellung durch Jack Nicholson

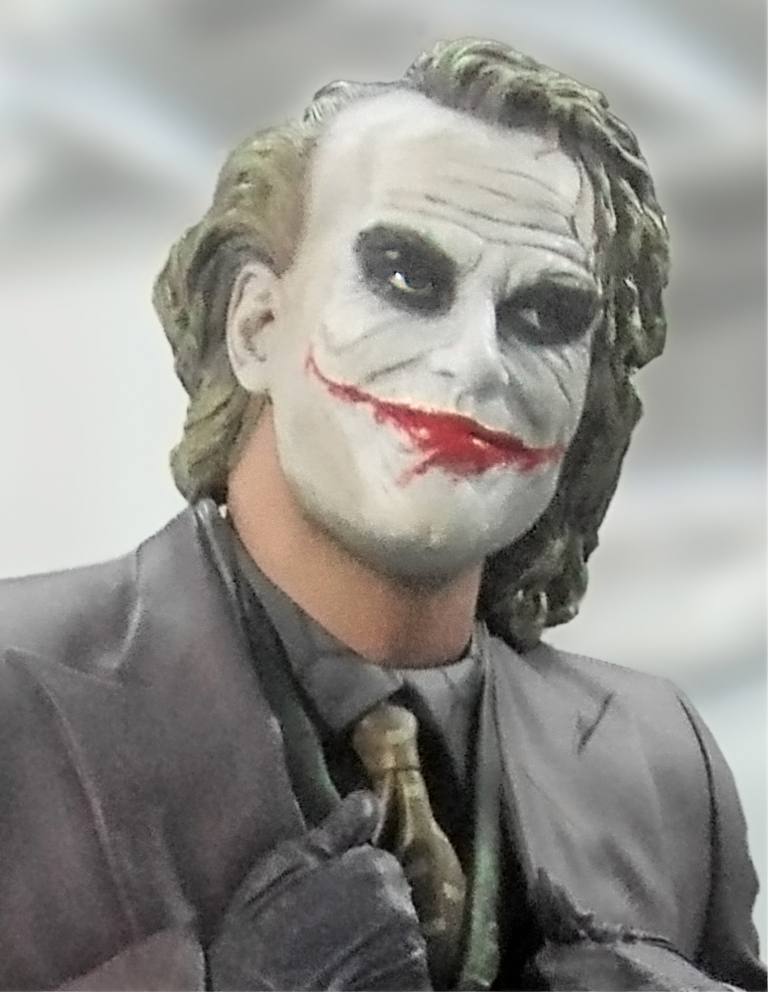
Figur des Joker in Anlehnung an die Darstellung durch Heath Ledger

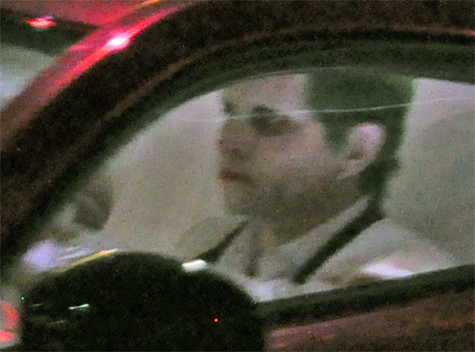
Joker im Film Suicide Squad, Darstellung durch Jared Leto (Dreharbeiten)

Der Joker (englisch „The Joker“, Deutsch „Spaßmacher“, „Witzbold“ oder „Spaßvogel“) ist eine fiktive Figur, die überwiegend in Comics des Verlages DC, einer Tochtergesellschaft von Warner Bros., auftritt. Daneben war der Joker auch schon in Romanen, Zeichentrickserien und -filmen, Realdarsteller-Serien und -filmen sowie in Computer- und Konsolenspielen zu sehen, die auf den Comics von DC basieren. Überwiegend ist die Figur als Erzfeind der Comicfigur Batman bekannt.
Der Name „Joker“ bezieht sich einerseits auf den Joker als Spielkarte und andererseits den hierauf abgebildeten Hofnarren. Der Joker ist heute einer der populärsten Vertreter der Erzählfigur des Bösen Clowns.
Die Figur des Jokers wurde in einer Rohfassung von dem Assistenzzeichner Jerry Robinson ersonnen und nachträglich von Bob Kane und Bill Finger überarbeitet und debütierte in US-Batman #1 von 1940. Sie basiert in ihren Grundzügen auf der Figur des Gwynplaine, dargestellt vom expressionistischen Darsteller Conrad Veidt aus dem Film The Man Who Laughs von 1928.
In Deutschland erschien die erste Geschichte mit dem Joker im Comic
Superman Batman #16 1968, vorher war nur sein Bild in der Bathöhle zu sehen in älteren Geschichten mit Batman. Zudem nannte der Ehapa Verlag in dieser Erzählung den Joker noch eingedeutscht „Spaßvogel“.

## Figurenbiografie
Zur Herkunft des Jokers und seinem bürgerlichen Namen gibt es keine einheitliche Version. Einige jüngere Batman-Geschichten, die nach der 1989er-Kinoverfilmung entstanden, in welcher dem Joker der bürgerliche Name Jack Napier gegeben wurde, greifen Jack als seinen Vornamen auf, lassen dabei jedoch seinen Nachnamen offen. In anderen Filmen, Serien und Geschichten werden die Bezüge auf seinen wahren Namen jedoch einfach ausgelassen. In der 2017/18 erschienenen achtteiligen Geschichte Batman: White Knight, die allerdings den Charakter einer Elseworlds-Geschichte hat, lautet der reale Name ebenfalls Jack Napier. In der Kinoverfilmung von 2019 hat der Joker den bürgerlichen Namen Arthur Fleck – jedoch wird er in der Fortsetzung von 2024 in Arkham von einem Mithäftling erstochen, der sich nach der Tat Mund und Wangen aufschneidet.
Die Entstehung des Schurken Joker mit dem charakteristischen Aussehen wird meistens auf einen Unfall zurückgeführt, bei dem er in einen Behälter mit Chemikalien gefallen ist, wodurch seine Haut ausbleichte, seine Haare grün und seine Lippen sich rot verfärbten und sich seine Gesichtszüge zu einem ewigen Grinsen verformten. Erstmals wurde die Ursprungsgeschichte 1951, rund elf Jahre nach dem ersten Auftreten des Jokers, in US-Detective Comics #168 geschildert.
Eine zweite Ursprungsgeschichte basiert darauf, dass der Joker und seine Mutter in der Kindheit des Jokers vom Vater misshandelt wurden. Eines Tages befindet sich der Vater in einem Wutanfall und tötet die Mutter des Jokers mit einem Messer. Nach dieser Tat dreht sich der Vater um und schaut seinem weinenden Sohn ins Gesicht und fragt, warum dieser denn so traurig gucke. Danach geht er auf ihn zu und schneidet ihm das Grinsen des Jokers ins Gesicht, indem er in die rechte und linke Wange des Jungen schneidet. Dies lässt den Joker zu einem Wahnsinnigen werden. Die grünen Haare, den roten Mund und das weiße Gesicht setzt er durch Schminke auf.
Als eine der grundlegenden Ursprungsgeschichten wird das Graphic Novel Batman: Lächeln, bitte! (engl.: Batman: The Killing Joke) angesehen. Hier bricht der Joker aus der Arkham-Anstalt aus und man sieht in mehreren Rückblenden seine Geschichte. Der Joker war ein erfolgloser Comedian, der sich aus Geldnot auf einen Einbruch in einer Chemiefabrik einließ. Er trägt eine rote Maske, wodurch er für die Polizei von Gotham als Rädelsführer dasteht. Da er durch die Maske nicht gut sehen konnte und durch das Erscheinen Batmans gehetzt wurde, stolpert er in ein Chemikalienbad. Nachdem er aus dem Bad steigt und seine Maske abnimmt, spiegelt sich sein weißes Gesicht mit den roten Lippen in einer Pfütze. Er fängt daraufhin an hemmungslos zu lachen. Diese Ursprungsgeschichte zeigt, wie sehr Batman und der Joker miteinander verknüpft sind.
In der erwähnten 2019er Kinoverfilmung (Joker) fehlt das Element seiner Transformation durch ein punktuelles Ereignis (Unfall durch Chemikalien) vollständig; stattdessen ist hier die Gesellschaft selbst, bzw. deren Umgang mit dem eigenbrötlerischen und sonderbaren Arthur Fleck, das entscheidende Element, das zu seiner Verwandlung von einem erfolglosen Comedian (der zu Beginn zwar seelisch labil gezeichnet wird, aber sonst keine erkennbar bösartigen Tendenzen oder kriminelle Energie zu haben scheint) zu dem heute bekannten Wahnsinnigen beiträgt. In dieser Version wird auch verdeutlicht, dass der Joker seit Kindertagen an einer mentalen Krankheit leidet, welche durch Verspottung, Ablehnung und grundlose gewaltsame Attacken gegen ihn, sowie der Erkenntnis, dass seine Mutter (zu der er ein unnatürlich enges Verhältnis pflegt) ihn adoptiert habe, schizophren sei und ihn von ihrem Lebensgefährten misshandeln ließ, als auch das Wegfallen der Einnahme seiner zahlreichen Medikamente, sukzessive seine Persönlichkeit übernimmt. Eines der charakteristischsten Merkmale dieser Krankheit äußert sich in lautstarken, unkontrollierbaren Lachanfällen zu den unpassendsten Gelegenheiten, wann immer er sich in seelischem Stress befindet, was auf eine Art Affektinkontinenz hinweist.
In US-Justice League #50 spricht Green Lantern am Ende des Heftes Batman auf den Möbius-Stuhl an. Dieser verrät demjenigen, der auf ihm sitzt, alle Geheimnisse des Universums. Er fragt Batman, wie die Antwort auf die Frage, wer der Joker sei, ausgefallen ist. Darauf sagt Batman „Er gab mir keinen Namen“. Die Antwort des Stuhls lautete nämlich „der Joker ist nicht eins, sondern drei!“. Dies wird in der Comic-Trilogie „The Three Jokers“ erläutert. Hier trifft Batman tatsächlich auf ein Team von drei Jokern, die sich jeweils wie eine bestimmte Inkarnation verhalten, sodass Batman zunächst im Unklaren darüber ist, welcher der echte ist bzw. ob es schon immer drei waren: der Verbrecher, der Anführer der Gruppe, ist ein älterer Joker, der sich wie der Joker bei seinem ersten Auftritt verhält. Er lacht so gut wie nie (auch wenn er durchaus lächeln kann; wenn er doch in die typische Joker-Lache verfällt, meint er, dass es ihm weh tut) und ist mehr auf die Ausführung von Plänen als auf Spaß aus. Der Clown erinnert an den Joker der Silbernen Ära, in der er mehr ein harmloser Spaßmacher war (obwohl auch dieser Joker durchaus töten konnte oder es zumindest andeutet), der Komiker scheint identisch mit dem Joker aus „Lächeln, Bitte!“. Nachdem Red Hood in seinem Rachefeldzug gegen den Joker zunächst den Clown in The Three Jokers # 1 tötet, wird er im zweiten Teil der Trilogie vom Komiker und dem Verbrecher entführt, die ihn zum nächsten Joker machen wollen. Stattdessen aber ist der Verbrecher von Red Hood enttäuscht, da er seiner Meinung nach nur ein brutaler Schläger ist und ihm das Talent für Theatralik fehlt, weshalb sie ihn, mit einem aufgemalten Grinsen auf dem Helm, zurücklassen. Wie man erfährt, hatten die Joker noch zahlreiche andere Leute entführt, um sie zu Jokern zu machen, wobei ihnen jedoch keiner gut genug war. Deshalb blieben die Männer, die nun alle zumindest optisch dem Joker glichen und geistig völlig verwirrt waren, in einem Pool voll mit der Chemikalie, die sie erschaffen hatte. In The Three Jokers #3 entführen die beiden noch lebenden Joker den inzwischen todkranken Joe Chill, den Mörder von Bruce Wayne’s Eltern, aus dem Krankenhaus und bringen ihn in das Theater, vor dem Chill den Doppelmord begangen hatte und wo sie bei Batman’s Auftauchen diesem auf der Leinwand ein Geständnis von Chill, das sie gefilmt haben, vorspielen. Chill gibt zu, die Waynes erschossen zu haben, da er neidisch auf ihren Status in der Gesellschaft und ihren Reichtum war. Der Verbrecher will Chill in einen Bottich mit der Chemikalie werfen, da seiner Meinung nach der Mann, der Batman quasi geschaffen hat, der perfekte Joker wäre, und sich danach mit einer Bombenweste in die Luft sprengen. Batman rettet Chill, der Verbrecher wird plötzlich vom Komiker erschossen. Am Ende wird angedeutet, dass er der einzig wahre Joker ist und die anderen beiden nur Imitationen waren. Sein Plan war nicht, einen neuen Joker aus Chill zu machen. Er wollte, dass Batman ihn als den gebrochenen Mann sieht, zu dem Chill geworden war und ihm vergibt. Joker konnte es nicht ertragen, dass Batman einen anderen Mann noch mehr hasst als ihn. Später erklärt Batman Alfred, dass er die ganze Zeit Jokers wahren Namen kannte, doch er darf ihn nicht verraten. Die Frau des Mannes, der zum Joker geworden war, ist gar nicht gestorben, sondern hatte sich unter Polizeischutz ein neues Leben aufgebaut und ihren Tod vorgetäuscht, da ihr Mann sie misshandelt hatte. Batman will den wahren Namen des Jokers nicht verraten aus Angst, dass die Frau und ihr heranwachsender Sohn danach von der Presse gefunden würde und nicht mehr sicher vor dem Joker wären.

## Erscheinungsbild
Der Joker ist ein Meisterkrimineller, der ein Clown-ähnliches Erscheinungsbild besitzt: Er ist ein ca. 1,80 m großer, hagerer Mann mit einem kreideweißen Gesicht, schwarz umrahmten Augenlidern, grünen Haaren und blutroten Lippen, die zu einem teuflischen Grinsen verzogen sind. Er trägt zumeist einen violetten Anzug mit Schwalbenschwanz, gelegentlich auch einen violetten Hut oder Mantel. Am Anzug steckt des Öfteren eine Blume, die Säure verspritzen kann. Dazu hat er oft einen Stock mit Knauf, manchmal ist im Stock ein Degen versteckt. Gerne verwendet er auch PENG-Pistolen, welche in ihrer Funktion tödlich sind. Im Film The Dark Knight wird jedoch ausgesagt, dass er lieber ein Messer benutzt, da er es genießt, den Schmerz des Opfers zu spüren, weshalb er auch eines in seinen Schuhen eingebaut hat. Sein Markenzeichen (Visitenkarte) ist meistens eine Joker-Karte, die er bei Verbrechen meist an dem Tatort hinterlässt.

## Charakterisierung
In den späteren 1940er Jahren, in den 1950er und 1960er Jahren wurde die Figur als ein alberner Spaßvogel charakterisiert, der seine Umwelt mit infantilen Streichen piesackt, ohne dabei wirklich gefährlich zu sein.
Im Gegensatz dazu porträtierten die frühesten Batman-Geschichten der beginnenden 1940er Jahre sowie die große Mehrheit der neueren Batman-Interpretationen seit den 1970er Jahren den Joker als einen gewalttätigen Irren, der aus purer Freude mordet. In dieser Interpretation der Figur ist der Joker der Urheber von zwei zentralen Tragödien in Batmans Leben, namentlich der Ermordung von Batmans Sidekick Jason Todd, dem zweiten Robin, und der Querschnittlähmung von Barbara Gordon (Batgirl/später Oracle).
In der medialen Rezeption der Figur wirkten die Schauspieler Cesar Romero in den 1960er Jahren und Jack Nicholson in den späten 1980er Jahren (Batman-Film von 1989) sowie Mark Hamill (Batman: The Animated Series) in den frühen 1990er Jahren stilbildend. Das American Film Institute setzte den Joker in Nicholsons Interpretation bei einem Ranking auf Platz 45 der besten 50 Kinoschurken aller Zeiten. Das Wizard Magazine, das Fachorgan der amerikanischen Comicindustrie, setzte den Joker auf Platz 1 der 100 besten Schurken aller Zeiten. 2008 trat der Joker im Batman-Film The Dark Knight erneut als Schurke auf, gespielt von Heath Ledger, der für seine Darstellung postum den Oscar erhielt.

## Charakterisierungswandel
Während seiner ersten Auftritte, beginnend mit Batman #1, war der Joker ein eher durchschnittlicher Massenmörder in der Manier der Dick-Tracy-Widersacher, der außer einem bizarren Aussehen, das dem Schalk des Kartenspiels nachempfunden war, wenig Absurdes vorzuweisen hatte. Er hinterließ die Leichen seiner Opfer, die er in der Regel mit einem geheimnisumwitterten „Jokergas“ (manchmal Smilex genannt) umbrachte, mit einem deformierten Grinsen im Gesicht.
Die Pläne, den Joker in einer Backup-Story in Batman #1 sterben zu lassen, wie es für Comic-Schurken zu dieser Zeit üblich war, wurden im letzten Augenblick auf Drängen des DC-Editors Whitney Ellsworth revidiert, der die Figur für zu gelungen hielt, um sie so einfach aufzugeben.
Bei seinen ersten zwölf Auftritten bis 1942 tötete der Joker nahezu drei Dutzend Personen und konnte am Ende der meisten Geschichten seinem Gegner Batman entkommen – wiewohl es stets aussah, als ob er bei seinen Fluchtversuchen ums Leben gekommen sei.
Die Wende kam 1943 mit der Geschichte Joker Walks the Last Mile (US-Detective Comics #64), in der der Joker scheinbar auf dem elektrischen Stuhl hingerichtet wird. Nach seiner Rückkehr war der Joker harmloser als jemals zuvor: Der Verlag hatte in der Zwischenzeit entschieden, dass nur noch One-Issue-Figuren töten dürfen sollten, damit Batman in seinem Unvermögen, solche wiederkehrenden Schurken wie Joker oder den Pinguin zu bestrafen, nicht als Versager erscheinen würde.
Als sich die Batman-Comics im Laufe der Zeit in ihrem Ton immer weiter verharmlosten, wurde der Joker zu einem ungefährlichen Ärgernis degradiert. Der Joker wurde schnell zum beliebtesten Batman-Schurken und trat bis in die Mitte der 1950er Jahre mit extremer Regelmäßigkeit auf. In den späten 1950ern wurde die Figur spärlicher eingesetzt und verschwand in den Sechzigern zeitweise sogar gänzlich.
1973 wurde die Figur von dem Kreativteam Dennis O’Neil und Neal Adams in US-Batman #251 in der Geschichte The Joker’s Five Way Revenge neu belebt und generalüberholt. Dieser neue Joker war ein mordlustiger Irrer, der aus Launen heraus tötet und den „battle of wits“ mit Batman genießt. Diese Art der Annäherung an den Charakter ist seither die vorherrschende. Steve Englehart hat die Figur um weitere den Charakter definierende Züge bereichert. In den 1970er Jahren brachte die Figur es schließlich sogar auf eine neunteilige Serie, in der er es mit verschiedenen Helden und Schurken zu tun bekam. In sieben dieser neun Ausgaben begeht der Joker Morde.
In Alan Moores Geschichte The Killing Joke aus dem Jahr 1988 schießt der Joker Barbara Gordon alias Batgirl nieder, die seither im Rollstuhl sitzt und als Figur Oracle auftritt.
Eine umfangreiche Veränderung erfuhr die Figur schließlich in den 1990er Jahren, als dem Joker mit Harley Quinn, einer verrückten ehemaligen Therapeutin, die ein Harlekinkostüm trägt, eine Assistentin und gelegentliche Geliebte zur Seite gestellt wurde. Die Beziehung ist eine Hassliebe der extremen Art: So neigt der Joker dazu Harley zu beleidigen, zu verletzen und versucht sie sogar gelegentlich zu töten. Ungeachtet dessen kehrt diese immer wieder zu ihm zurück.
In den neuen Batmancomics von Grant Morrison wird der Joker als ein „Superschizophrener“ bezeichnet, der sich jedes Mal selbst neu „erschaffen“ kann. Dies erscheint als logische Antwort der Autoren darauf, dass der Joker eine der Figuren im Bat-Universum ist, die über die Jahrzehnte die meisten Veränderungen durchlaufen hat.
Nach dem Tod von Batman verbündete sich der Joker kurzweilig mit der Bat-Familie um sich so des Mörders von Batman (Doktor Hurt) leichter zu entledigen. Dies konnte er nur machen, indem er sich verkleidete. Er trug einen schwarzen Hut und Mantel und eine weiße Maske. Nachdem er Doktor Hurt umgebracht hatte, offenbarte er Nightwing sein Geheimnis und kam nach Arkham.
Mit dem Start in das neue DC-Universum durchlief der Joker einen weiteren Wandel; er ließ sich vom Puppenmacher das Gesicht herunterschneiden und verschwand. Nach kurzer Zeit trat er als eine Art Monster auf; er hatte sich das Gesicht nur mit Klammern zusammengesteckt. Diesmal war sein Ziel, die gesamte Bat-Familie zu töten. In der Bathöhle kommt es schließlich zum Endkampf, bei dem der Joker in eine Schlucht stürzt.

## Der Joker in anderen Medien

### Batman-Fernsehserie (1966–1968)

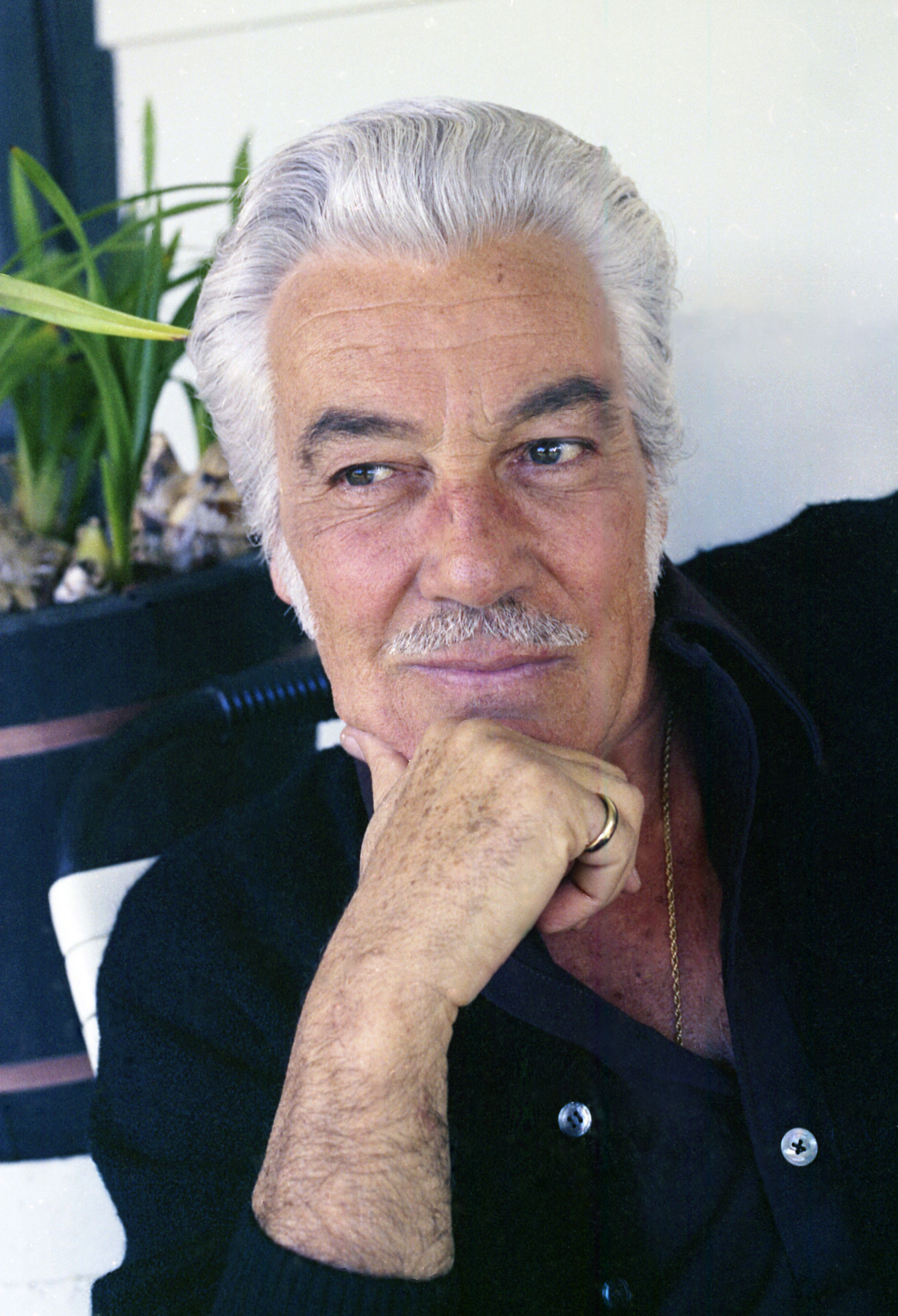
Joker-Darsteller Cesar Romero verkörperte die Comicfigur als erster Schauspieler in den Batman-Verfilmungen der 1960er-Jahre

In der comedyhaften Batman-Fernsehserie der 1960er Jahre wurde der Joker in 18 Episoden und einem Film, Batman hält die Welt in Atem, von Cesar Romero dargestellt. Er war ein harmloser Ulk-Charakter. Sein Markenzeichen waren ein gackerndes Lachen und ein Schnurrbart, der mit weißer Schminke überdeckt werden musste, da Romero sich weigerte, diesen für die Rolle abzurasieren. Den einzigen Bezugspunkt zu seinem Vorleben bildet eine Bemerkung Batmans, der Joker sei früher Hypnotiseur gewesen.

### Batman: The Animated Series
Die Zeichentrickserie Batman (Batman: The Animated Series) wartete mit einer anderen Ursprungsgeschichte auf (in der Folge Beware the Creeper und dem Film Batman und das Phantom): Hier erscheint der Joker als ein ehemaliger Auftragsmörder einer Verbrechensorganisation, der beim Versuch, eine Chemiefabrik auszurauben, seinen Unfall in altbekannter Weise erleidet. In der Serie war der Joker der am häufigsten auftretende Schurke, wodurch das Prestige des Jokers als Batmans Erzfeind gestärkt wurde. Synchronisiert wurde der Joker im Original von dem Schauspieler Mark Hamill (ausnahmsweise auch von Michael McKean). Hamill erlangte Kultstatus durch seine Rolle als Luke Skywalker. Bei der Darstellung des Lachens versuchte Hamill dem Charakter des Jokers gerecht zu werden: Sein Lachen ist sowohl hoch als auch tief und wirkt durch seine Ungehemmtheit „wie ein Musikinstrument, auf dem nur er spielen kann“.
Wie in den Comics ist der Joker der Animated-Serie von Batman besessen und brennt darauf, diesen zu ermorden. Er besitzt eine Art von Selbstbewusstsein, über das die anderen Figuren nicht verfügen, als ob er sich seiner eigenen Fiktivität bewusst sei. In der Animated-Series ist der Joker die einzige Figur, die direkt in die Kamera spricht.

### Batman of the Future
In dem Animated-Film Batman of the Future – Der Joker kommt zurück, einem in der Zukunft angesiedelten Abenteuer, das sich um Terry McGinnis, den Batman der nächsten Generation dreht, kehrt der vom Joker-Gift infizierte Tim Drake als eine Zukunftsvariante des Jokers zurück. Dabei spielt auch die Jugendgang der Jokerz, deren Mitglieder die Nachfolge des Jokers angetreten haben, eine Rolle. Diese Gruppe tritt auch häufig in der zugehörigen Serie Batman of the Future auf.

### Batman (1989)

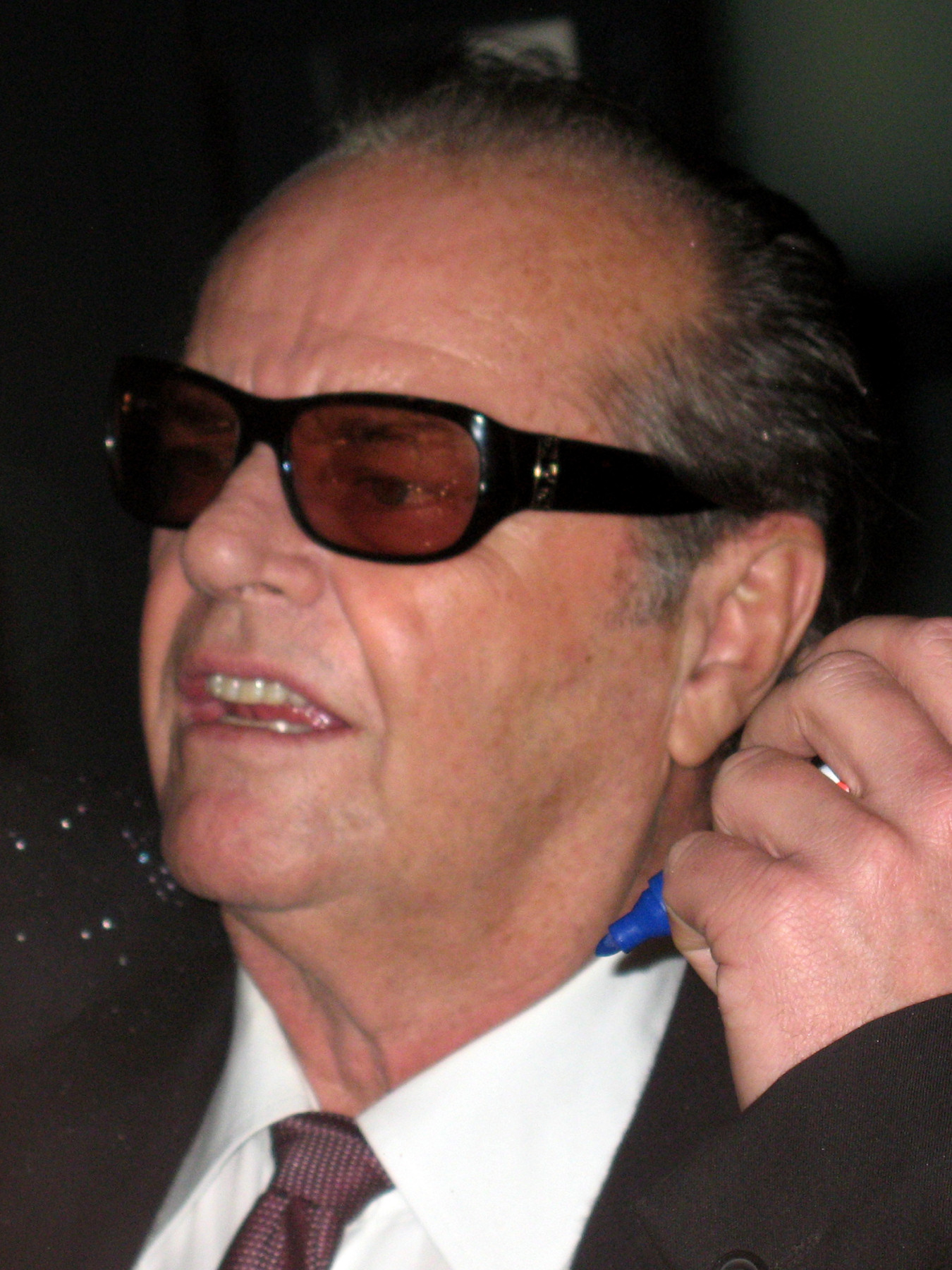
Jack Nicholson, Joker-Darsteller in Batman

Der Batman-Film von 1989 (Regie: Tim Burton) präsentierte eine neue Entstehungsgeschichte des Jokers. Hier ist der Joker – dargestellt von Jack Nicholson – anders als in den Comics in die Ereignisse verwickelt, die den Entwicklungsgang von Bruce Waynes Batman bewirkten: Er ist der Mann, der die Eltern des jungen Bruce Wayne ermordete und so Waynes Kreuzzug gegen das Verbrechen in Gang setzte (in den Comics war der Mörder ein Mann namens Joe Chill, während Joker keinerlei Beziehung zu Batman besaß). In dem Film heißt der Joker mit eigentlichem Namen Jack Napier, eine Anspielung auf das Wort jackanapes ('Naseweis'). Napier ist die narzisstische, rechte Hand von Carl Grissom, dem König der Unterwelt von Gotham City. Eine Affäre zwischen Napier und Alicia Hunt, Grissoms Freundin, bewegt den eifersüchtigen Kriminellen dazu, seinem Handlanger eine Falle zu stellen. Napier erhält von Grissom den Auftrag, in die Axis-Chemicals-Fabrik einzubrechen. Über dieses Vorhaben informiert Grissom seinen Verbindungsmann bei der Polizei, Carl Eckhardt, der eine Überraschungsrazzia in der Fabrik durchführt. Aufgrund des überraschenden Eingreifens Batmans und Commissioner Gordon schlägt Grissoms Plan jedoch fehl: Napier tötet Eckhardt, wird dann jedoch durch einen Querschläger im Gesicht getroffen und stürzt in ein Auffangbecken voller Chemikalien.
Napier überlebt sein „Säurebad“, ist aber nach einem vermasselten Versuch, sein Gesicht mit den Mitteln der plastischen Chirurgie wiederherzustellen, mit einem „ewigen Lächeln“ geschlagen: sein Lächeln ist fortan unablöslich im Gesicht fixiert. Napier nimmt – seinem entstellten Äußeren geschuldet – den Namen Joker an, ermordet Grissom und übernimmt dessen kriminelles Imperium. Daraufhin nimmt er eine gewalttätige und chaotische Verbrechensserie auf, um Batman, der nach seiner Auffassung zu viel Presseaufmerksamkeit erhält, zu überbieten. Nach einer Reihe von ergebnislos verlaufenden Kämpfen stirbt der Joker im Zweikampf mit Batman, als er vom Dach der Gotham Cathedral, dem Schauplatz des Showdowns, in die Tiefe stürzt.

### The Batman (2004–2008)
Der Schauspieler Kevin Michael Richardson lieh einem dezidiert anderen Joker in der Serie The Batman seine Stimme. Der Joker in dieser Reihe ist ein athletischer, rotäugiger Mann mit einem deutlich wilderen Äußeren als der Joker in den anderen Versionen: Er besitzt eine lange Zottelmähne, rote Augen mit gelben Pupillen und läuft meist barfüßig herum. In seiner Debüt-Folge trug der Joker ein oranges Hemd, ähnlich einer Zwangsjacke, mit langen violetten Ärmeln und eine schwarze Hose, ab seinem zweiten Auftritt jedoch trägt er als Oberteil eine orange Weste, darüber eine violette Jacke mit Blume, zudem hatten seine Augen von nun an schwarze Ränder und seine Lippen waren schwarz anstatt rot. Seine Stimme wechselt spontan zwischen tief und schrill, sodass er manchmal ruhig und erwachsen, manchmal kindlich oder hysterisch klingt. Zudem ist der Joker weitaus akrobatischer als in anderen Adaptionen und kann sich so weitaus gelenkiger im Kampf bewegen.
In dem Animated-Film The Batman vs. Dracula wird der Joker bei der Plünderung eines Grabmals von dem Vampirfürsten gebissen und in einen Vampir verwandelt. Batman konnte schließlich ein Heilmittel entwickeln, mit dem er den Joker am Ende des Films „heilte“. Wie üblich kam der besiegte Schurke nach Arkham.

### The Dark Knight (2008)

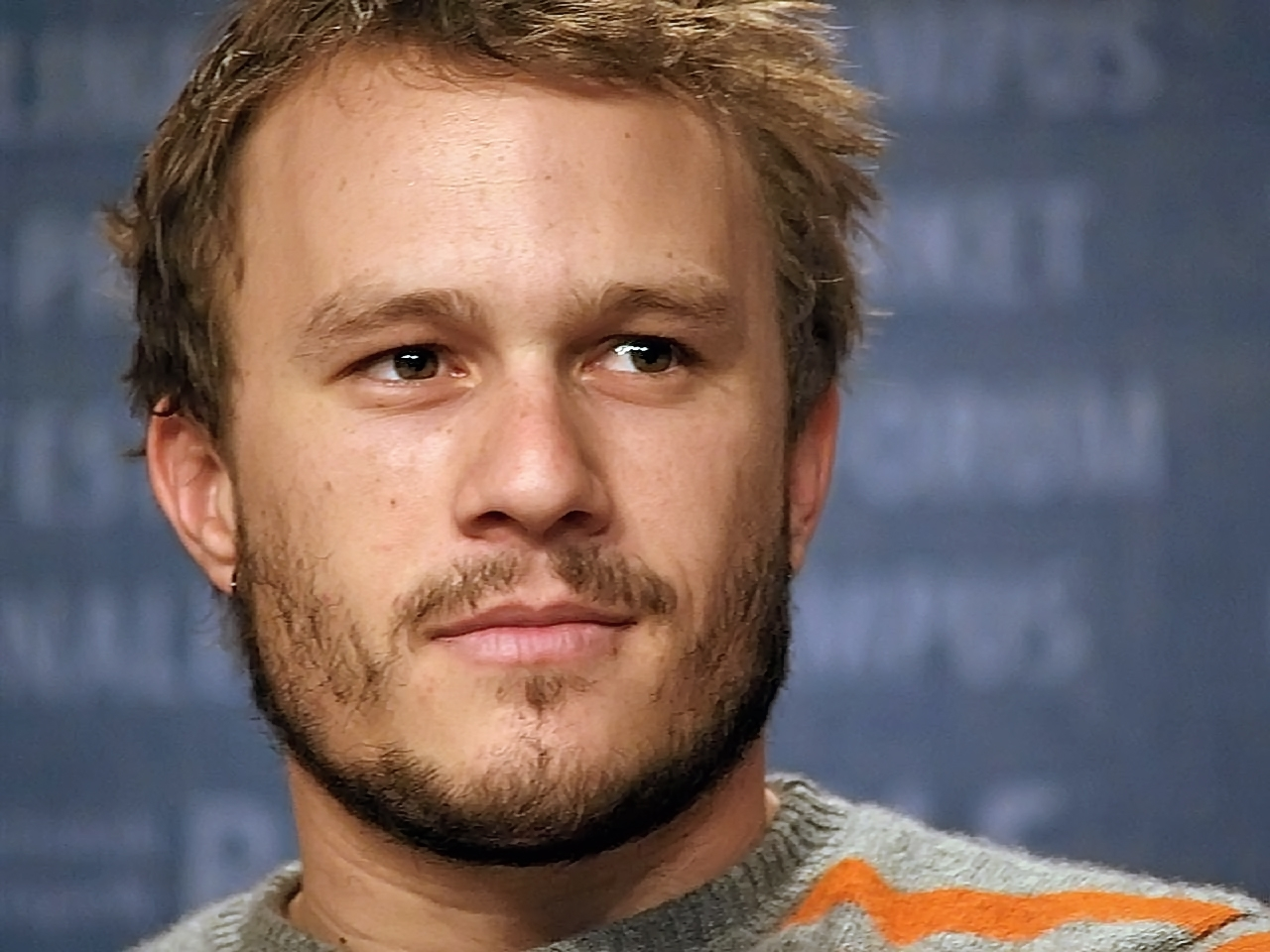
Heath Ledger, Joker-Darsteller in The Dark Knight

Im Sommer 2008 kam The Dark Knight, die Fortsetzung von Christopher Nolans Batman Begins, in die Kinos. Joker stellt den „Hauptschurken“ des Films dar. Gespielt wurde er von Heath Ledger, der kurz nach Beendigung der Dreharbeiten verstarb. Hier bleiben Herkunft und Hintergrundgeschichte des Jokers ungewiss, Andeutungen verraten aber, dass sein permanentes Grinsen auf Schnittwunden an den Mundwinkeln zurückzuführen ist (Glasgow Smile). Zu ihrer Entstehung erzählt er zwei verschiedene Geschichten, was bei näherem Betrachten schlüssig scheint, da beide Narben verschiedene Charakteristika aufweisen: Zum einen habe ihm sein Vater im Alkoholrausch ein „Lächeln“ ins Gesicht zaubern wollen, zum anderen wollte er seiner von Gangstern entstellten Frau seine Liebe beweisen und fügte sich die Narben selbst zu, woraufhin sie ihn verließ. Der Drehbuchautor Jonathan Nolan wies darauf hin, dass vermutlich keine der beiden Entstehungsgeschichten wahr seien. Dazu hat er schulterlange, grün gefärbte Haare und gelbe Zähne.
Der Joker ist in The Dark Knight weniger ein Krimineller, sondern ein Wahnsinniger, der an multiplen Geisteskrankheiten leidet. An Geld ist er nicht interessiert, vielmehr tötet und zerstört er aus reiner Freude und um Gotham City ins Chaos zu stürzen. Als Bruce Wayne sich darüber Gedanken machte, woran der Joker interessiert sein könnte, sagte ihm sein Butler Alfred Pennyworth: „Einige Menschen wollen die Welt einfach nur brennen sehen.“ Daneben verschafft es ihm Vergnügen, gesetzestreue Menschen in extreme Situationen zu bringen, in denen sie beginnen, unmoralisch zu handeln. Er versieht zwei Personenfähren mit Bomben, an Bord der einen Fähre sind unschuldige Bürger und die andere transportiert verurteilte Kriminelle, und gibt den Zünder den Passagieren der jeweils anderen Fähre. Wer zuerst die andere Fähre bis Mitternacht in die Luft sprengt, darf überleben, ansonsten sterben alle Passagiere. Den Bezirksstaatsanwalt Harvey Dent bringt er durch die Ermordung von dessen Freundin zu einem mörderischen Rachefeldzug gegen die für ihn dafür verantwortlich gemachten Polizisten. Harvey Dent wird dann zu Two-Face und versucht auf einem persönlichen Rachefeldzug die korrupten Polizisten zu finden, die seine Freundin entführt hatten. Der Joker bezweckt damit, einen aus dem Dreigestirn (Batman, Gordon, Dent) auf ein kriminelles Niveau zu holen. Anders als im Film von 1989 überlebt der Joker am Ende, er wird nur von der Polizei festgenommen.
Heath Ledger bekam posthum den Oscar als bester Nebendarsteller. Ursprünglich war geplant, den Joker auch im dritten Teil der Reihe, The Dark Knight Rises, als Wiederholungsgegner auftreten zu lassen. Aufgrund von Ledgers Tod wurden diese Pläne jedoch wieder verworfen und man setzte stattdessen Bane als Schurken im nächsten Film ein.

### Gotham (2014–2019)

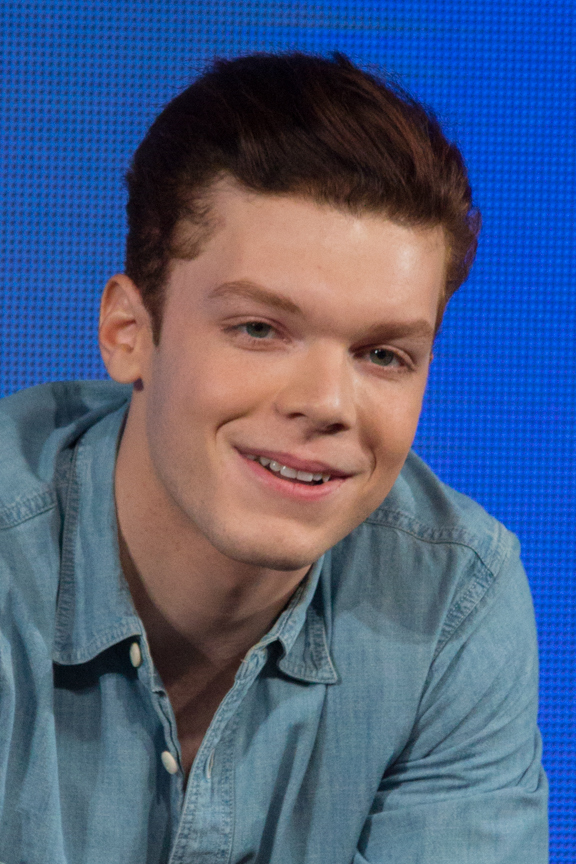
Cameron Monaghan verkörperte mit den Zwillingsbrüdern Jerome und Jeremiah Valeska zwei Prototyp-Versionen des Jokers in Gotham.

In der Krimiserie Gotham verkörperte der Schauspieler Cameron Monaghan ab der ersten Staffel Jerome Valeska, der als Vorgänger des späteren Jokers dargestellt wird. Die Fernsehserie beginnt 15 Jahre vor dem ersten Erscheinen Batmans und spielt damit noch während der Jugendzeit von Bruce Wayne. Jerome gerät erstmals ins Visier des jungen Detective James Gordon, als er seine eigene Mutter ermordet, mit der er gemeinsam im Zirkus von Gotham gearbeitet hatte. Daraufhin wird Valeska von Gordon verhaftet und ins Arkham Asylum gesperrt, aus dem er erst in der zweiten Staffel auf Befehl des Milliardärs Theo Galavan befreit wird. Wenig später wird Jerome der Anführer einer Gruppe aus geflüchteten Arkham-Insassen, die Gotham City ins Chaos stürzen sollen, damit dies wiederum von Galavans Kampagne vor der bald anstehenden Bürgermeisterwahl als Versagen des Amtsinhabers instrumentalisiert werden kann. Jerome ermordet seinen Vater, den blinden Zirkus-Wahrsager Paul Cicero, welcher kurz vor seinem Tod prophezeit, dass das schreckliche Erbe seines Sohnes Gotham noch über viele Jahre wie ein Fluch heimsuchen wird. Kurz darauf wird Jerome selbst von Galavan in einem inszenierten Akt der Notwehr getötet, da der Industrielle versucht, sich während des Wahlkampfs in der Stadt als Held und Retter zu profilieren. Im weiteren Verlauf der Serie wird offenbart, dass sich ein geheimer Kult um die Person Jerome Valeska gebildet hat, der ihn als Vorbild glorifiziert. Mithilfe der Forschungsergebnisse von Professor Hugo Strange gelingt es der Gruppierung in der dritten Staffel, den kryokonservierten Jerome zu neuem Leben zu erwecken. Zuvor wurde Jeromes Leichnam allerdings von einem seiner fanatischen Anhänger das Gesicht entfernt. In Anspielung auf den Comic Batman: Death of the Family (2012) befestigt der wiederbelebte Jerome seine Gesichtshaut von nun an mit Tackernadeln an seinem Kopf. Die Wunden verheilen zwar letztlich, jedoch bleiben starke Narben zurück, die Jeromes Antlitz ein permanentes Grinsen verschaffen und optisch dem Glasgow Smile von Heath Ledgers Joker ähneln.
In der vierten Staffel stellt sich heraus, dass Jerome einen Zwillingsbruder mit dem Namen Jeremiah Valeska hat, der ebenfalls von Cameron Monaghan gespielt wird und sich mit dem jungen Bruce Wayne anfreundet. Im Gegensatz zu seinem Bruder ist Jeremiah ein brillanter Ingenieur, der einst für Thomas Wayne arbeitete, nun aber aus Angst vor seinem gewalttätigen Bruder seit Jahren unter falschem Namen im Verborgenen lebt. Zusammen mit Scarecrow, dem Mad Hatter und anderen Verbrechern versucht Jerome in der Zwischenzeit, die Bevölkerung Gotham Citys mit dem „Jokergas“ zu infizieren und sie somit ebenfalls in den Wahnsinn zu treiben. Er kann aufgehalten werden und entzieht sich einer erneuten Festnahme, indem er sich vom Dach eines Hochhauses fallen lässt und in den Tod stürzt. Zuvor war es ihm jedoch gelungen, sicherzustellen, dass sein Bruder Jeremiah dem „Jokergas“ ausgesetzt wird. In einer Hommage an eine Szene des Comics Batman: The Killing Joke (1988) von Alan Moore macht Jeremiah Valeska daraufhin eine schmerzhafte Verwandlung in einen Clown-ähnlichen Wahnsinnigen mit gebleichter Haut, roten Lippen und dunkelgrünen Haaren durch. Er beginnt, einen violetten Mantel und Hut zu tragen und es gelingt ihm mithilfe seiner Assistentin Ecco (einer Vorgängerin von Harley Quinn), zahlreiche Sprengkörper in Gotham zu deponieren. Jeremiah verbündet sich mit Ra’s al Ghul, der seine Fantasien von einer wiedergeborenen Welt nach der Zerstörung der Zivilisation teilt. Durch die platzierten Bomben werden die Brücken, welche Gotham City mit dem Festland verbinden, zerstört. Die verwüstete Stadt muss größtenteils evakuiert werden, wird daraufhin von der Regierung für die folgenden Monate zur Sperrzone erklärt und kurz darauf sogar wie in der Comicgeschichte Batman: Niemandsland als Niemandsland eingestuft. Es kommt schließlich in der fünften Staffel zu einem entscheidenden Kampf zwischen Bruce Wayne und Jeremiah Valeska in der Chemiefabrik Ace Chemicals. Dort stürzt Jeremiah in einen Behälter mit giftigen Chemikalien, woraufhin seine Haut stark verätzt wird. Er wird daraufhin ins Arkham Asylum überstellt.
Im Serienfinale Der dunkle Ritter, das zehn Jahre in der Zukunft spielt, wird er schließlich von Ecco befreit. Sein Körper ist nun von starken Narben entstellt und auch seine Haare wurden größtenteils durch das damalige Chemikalienbad weggeätzt, weshalb nur wenige dunkelgrüne Haarbüschel zurückbleiben. Da Bruce Wayne inzwischen nach einem Jahrzehnt wieder nach Gotham zurückgekehrt ist, wird Jeremiah ebenfalls erneut aktiv. Er entführt die junge Barbara Gordon, um ihren Vater, den inzwischen zum Commissioner beförderten James Gordon, in eine Falle zu locken. Erst durch das Erscheinen Batmans, der in letzter Sekunde eingreift, kann der Erzschurke besiegt werden. Mit einem „Batarang“ wird Jeremiah von Batman am Kopf getroffen und verfällt in eine Ohnmacht. Obwohl Jerome und Jeremiah Valeska die Herkunftsgeschichte des Jokers in verschiedenster Weise verkörpern, durfte die Serie den Namen „Joker“ aus rechtlichen Gründen nicht verwenden.

### Suicide Squad (2016)

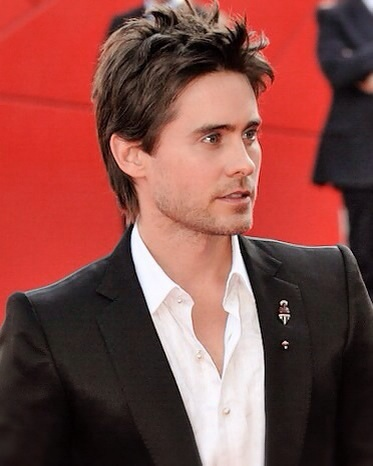
In Suicide Squad und Zack Snyder’s Justice League spielte Jared Leto den Joker

Im Film Suicide Squad wird der Joker von Jared Leto verkörpert. Er ist vom Joker aus dem Comic The Dark Knight Returns inspiriert, hat zudem geblichene Haut (keine Schminke) und ist somit der Joker-Comicversion ähnlich.

### Joker (2019)

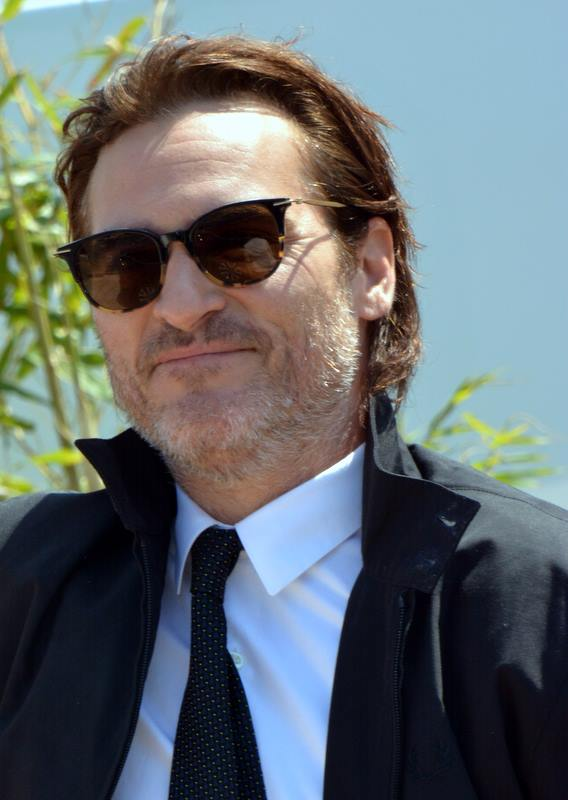
Joaquin Phoenix wurde für Joker mit dem Oscar als Bester Hauptdarsteller ausgezeichnet.

Der Film Joker von Todd Phillips erzählt die Hintergrundgeschichte des Jokers. Gespielt wird der Joker in diesem Film von Joaquin Phoenix. In diesem Film hat der Joker den bürgerlichen Namen Arthur Fleck.
Arthur Fleck arbeitet 1981 in Gotham City als Party-Clown, träumt aber von einer Karriere als Stand-Up-Comedian. Er ist psychisch labil, angewiesen auf Medikamente und leidet unter krankhaften Lach-Anfällen. Seine Mutter Penny ist pflegebedürftig und hat früher als Sekretärin für Thomas Wayne (Bruce Waynes Vater) gearbeitet, dessen Sohn angeblich auch Arthur ist (dass Penny früher, wie auch Arthur, an Wahnvorstellungen litt und Wayne nicht der Vater ist, stellt sich im Laufe der Handlung heraus). Da eine schwere Wirtschaftskrise herrscht, werden von der Stadt soziale Leistungen gestrichen, wodurch Arthur sich keine Therapie und Medikamente mehr leisten kann. Als er in der U-Bahn mehr aus Notwehr heraus drei junge Geschäftsmänner erschießt, fühlt er sich erstmals befreit von dem Gefühl, für die Reichen und Mächtigen nur Steigbügelhalter zu sein. Die drei Männer waren ebenfalls Angestellte von Thomas Wayne, welcher sich öffentlich sehr abfällig über die sozial schwächeren Bürger der Stadt äußert, was eine Protest-Bewegung der unteren Bevölkerungsschicht gegen das Establishment der Stadt provoziert.
Arthur verliert nicht nur seinen Job, sondern allmählich auch seinen Verstand. Er tötet seine Mutter und später auch seinen Ex-Kollegen Randall, der ihm vorher verbotenerweise einen Revolver zugesteckt hatte. Nachdem Arthur bei einer Open Stage sehr unbeholfen einige Witze vorgetragen hat, landen Ausschnitte dieses Auftritts in der Late Night Show seines großen Idols Murray Franklin. Franklin lädt Arthur in seine Show ein. Dort will Arthur vor laufenden Kameras Suizid begehen. Als Joker zurechtgemacht bekennt er sich in der Show zur Tötung der drei Anzugträger, erschießt dann jedoch nicht sich selbst, sondern voller Enttäuschung Franklin. Unterdessen ist die Situation in der Stadt eskaliert; die Revolte wird zunehmend aggressiver. Auf dem Weg zur Polizei wird Arthur von einigen Bürgern aus dem Streifenwagen gerettet und lässt sich als Leitfigur und Auslöser der Revolte feiern. Währenddessen werden Thomas und Martha Wayne nach dem Verlassen der Oper von einem clown-maskierten Anhänger der Revolte erschossen. Der Film endet damit, dass Arthur im Arkham Asylum einsitzt, dort seiner Freude am Töten aber immer noch nachgeht.
Phoenix gewann bei der Oscarverleihung 2020 den Oscar als bester Hauptdarsteller. Der Joker ist damit nicht nur die einzige Comic-Figur, für deren Darstellung überhaupt ein Oscar vergeben wurde, sondern nach Don Vito Corleone (in Der Pate und Der Pate – Teil II) auch erst die zweite Figur der Filmgeschichte, deren Darstellung zwei verschiedenen Schauspielern den Oscar einbrachte.

### Zack Snyder’s Justice League (2021)
Der Joker tritt in Zack Snyder’s Justice League auf, dem 2021 veröffentlichten Directors Cut von Justice League. Er wird erneut von Jared Leto verkörpert und erscheint in einem Albtraum von Bruce Wayne, in dem die Erde von Darkseid eingenommen wurde. Zusammen mit Batman, Deathstroke, dem Flash, Cyborg und Mera gehört er hier zu den letzten Überlebenden in einer postapokalyptischen Welt, in der die Zivilisation zerstört wurde und Superman dem Bösen verfallen ist. Andere bekannte Figuren wie Wonder Woman, Aquaman und Harley Quinn sind in dieser düsteren Zukunftsvision bereits von Darkseid und seiner außerirdischen Armee ermordet worden. Der Auftritt des Jokers im Film ist an den „Geist der zukünftigen Weihnacht“ aus A Christmas Carol von Charles Dickens angelehnt, der Ebenezer Scrooge in der Erzählung vor seiner finsteren Zukunft warnt. Jared Letos Joker erscheint hier im Film in einer ähnlichen Funktion, um den Protagonisten Bruce Wayne zu motivieren, eine im Zuge von Darkseids Invasion drohende Endzeit noch rechtzeitig abzuwenden.

### Videospiele
Der Joker trat in diversen Batman-Computer- und Konsolenspielen auf. So z. B. in Batman Vengeance (synchronisiert von Mark Hamill) oder Arkham Asylum sowie in dessen Nachfolgern Batman: Arkham City, Batman: Arkham Knight und Batman: Arkham Origins. Auch tritt er im Crossover-Kampfspiel Mortal Kombat vs. DC Universe und im Spiel DC Universe Online auf. Außerdem ist er ein spielbarer Charakter in Injustice: Gods Among Us und in Injustice 2.

### Werbung
2001 und 2002 trat der Joker in verschiedenen Werbeclips für General Motors auf, die OnStar, ein Sicherheitssystem, über das die Wagen von General Motors verfügen, anpriesen. Dargestellt wurde der Joker in diesen Werbefilmen von Curtis Armstrong.

### Bücher
Der Roman The Further Adventures of the Joker, herausgegeben von Martin H. Greenberg, versammelte einundzwanzig, teils makabere, teils alberne Kurzgeschichten über den „Clownprinzen“. In seinem Roman Golden House persifliert Salman Rushdie den amerikanischen Präsidenten Donald Trump in der Figur des Jokers.

### Oper
In Calixto Bieitos Fidelio Inszenierung an der Bayerischen Staatsoper (2010) trägt der Minister die Züge des Jokers und schießt den Florestan im Moment von dessen Befreiung nieder, der jedoch zum Schlussduett durch die Macht der Liebe seiner Gattin Leonore wieder zum Leben erweckt wird.

## Variationen
In der Reihe Tangent Comics veröffentlichte 1997 der Verlag Tangent eine Geschichte um eine weibliche Variante des Jokers (Tangent Comics: The Joker).